# Interwencja poselska
Interwencja poselska – instrument kontrolny nakładający na instytucje publiczne i jednostki gospodarki niepaństwowej obowiązek udzielenia posłom w terminie 14 dni informacji o stanie sprawy, w której poseł podjął interwencję. 
Interwencja poselska jest określona w art. 20 Ustawy z dnia 9 maja 1996 r. o wykonywaniu mandatu posła i senatora (Dz.U. z 2024 r. poz. 907).